# 1322 Coppernicus
1322 Coppernicus este un asteroid din centura principală, descoperit pe 15 iunie 1934, de Karl Reinmuth.